# La Covatilla
La Covatilla er et spansk vintersportssted beliggende i bjergkæden Sistema Central i provinsen Salamanca, Castilien og Leon.

## Cykling
Stedet er kendt for at have været etapeafslutning ved flere udgaver af cykelløbet Vuelta a España. Stigningen begynder ved byen Béjar, og har en længde på 19,9 km med en gennemsnitlig stigningsprocent på 5,8, med sektioner på op til 16,4 %.
| Udgave | Etape | Vinder                |
| ------ | ----- | --------------------- |
| 2002   | 18.   | Santiago Blanco (ESP) |
| 2004   | 17.   | Félix Cárdenas (COL)  |
| 2006   | 5.    | Danilo Di Luca (ITA)  |
| 2011   | 9.    | Dan Martin (IRL)      |
| 2018   | 9.    | Benjamin King (USA)   |
| 2020   | 17.   |                       |